# Incontinencia pigmentaria
El síndrome de Bloch-Sulzberger o incontinencia pigmentaria es una enfermedad hereditaria poco frecuente que aparece de modo casi exclusivo en mujeres. Es una genodermatosis que afecta más frecuentemente al sexo femenino, al ser habitualmente mortal in útero para los varones y, por tanto, acaba generalmente en aborto, no obstante, se ha observado la supervivencia de varones enfermos con cariotipo 47 XXY o que poseen un mosaicismo somático para la deleción común en el gen NEMO. Se trata de una displasia ectodérmica y mesodérmica que sigue un patrón de transmisión dominante ligado al cromosoma X, en concreto en un gen de la región Xq28. Aunque afecta principalmente a la piel, hay que considerar otros trastornos asociados, incluyendo defectos dentales, episodios convulsivos, retraso mental, anomalías oculares y neoplasias infantiles.
Su principal característica son unas lesiones dérmicas hiperpigmentadas (con exceso de melanina) por lo que se nombra también a este síndrome con la expresión latina incontinentia pigmenti (incontinencia pigmentaria).

## Epidemiología
La prevalencia es de aproximadamente 1/143.000. La proporción entre mujeres y hombres es de 20:1.

## Cuadro clínico
En una primera fase, de características inflamatorias, se aprecian lesiones dérmicas pruriginosas, urticariformes, de morfología lineal, con formación de vesículas, que aparecen a las pocas semanas del nacimiento a lo largo de las líneas de Blaschko. En algunos casos esta fase se continua con la formación de lesiones verrucosas hiperpigmentadas, con formación de costras y pústulas, que pueden permanecer durante meses.
Durante la adolescencia y la vida adulta las lesiones tienden a la atrofia, apareciendo placas hipopigmentadas o zonas de alopecia areata en el cuero cabelludo.
Pueden darse de manera concomitante alteraciones oftalmológicas (exoftalmos, estrabismo, nistagmo, queratitis, catarata), alteraciones en la dentición, cuadros epileptiformes, retraso mental u otros cuadros neurológicos inespecíficos.

## Genética de la enfermedad
La mutación más corriente localizada en IP2 es un rearreglo génico como resultado de la deleción de los exones 4 al 10 del gen NEMO (NF-kappa-B essential modulator), actualmente conocido como gen IKBKG . En el 80% de los casos, la mutación es debida a reorganizaciones genómicas de novo. Este gen NEMO, que permite a las células responder a señales externas, como las de los factores de crecimiento, posee 23 kb y contiene 10 exones.Además de la deleción común de 11´7-Kb, se han descrito otras mutaciones intragénicas en el gen NEMO en enfermos con el Síndrome de Bloch-Sulzberger; por otra parte también se han realizado estudios de inactivación de un cromosoma X que han mostrado que, mujeres afectas llevan a cabo preferentemente la inactivación del cromosoma X que porta el alelo mutante.
Con el fin de detectar esta delección, se pueden llevar a cabo diversos métodos, por ejemplo, el uso de tres oligos dentro de una misma reacción. Los fragmentos de ADN que tengan la mutación, serán amplificados gracias a que dos de los oligos se posicionan lo suficientemente cerca como para obtener un producto de PCR de 1 kilobase. El tercer oligo se usa para controlar que la PCR se ha producido correctamente, ya que da lugar a un producto de PCR de 1,2 kilobases, correspondiente al wild type.
En cuanto a la heredabilidad del Síndroma de Bloch-Sulzberger, se sabe que las mujeres afectas tendrán un 50 % de tener hijos enfermos, en caso de varones suele mortal "in utero" de forma que una mujer enferma tendrá, por probabilidad, un 33 % de posibilidades de dar a luz una hija sana, un 33 % de dar a luz a una hija enferma y un  33 % de dar a luz un hijo sano, obviamente también tendrá una cierta probabilidad de sufrir un aborto. Resulta interesante destacar que existen pruebas diagnósticas prenatales que son capaces de identificar si el feto tiene la mutación siempre y cuando, dicha mutación se haya identificado en la madre enferma.